# Paulo Díaz
 (janvier 2021).
Paulo César Díaz Huincales est un footballeur chilien né le 25 août 1994 à Santiago. Il évolue au poste de défenseur central au sein du club de première division argentine de River Plate ainsi qu'en sélection nationale chilienne.

## Biographie

### Vie personnelle
Il est le fils d'un ancien défenseur international chilien, Italo Diaz qui a joué pour l'équipe nationale en 2001. Son jeune frère, Nicolàs, est également international chilien. Sa famille a des origines mapuches. Il est naturalisé argentin en 2024.

### En club
Il inscrit six buts en première division chilienne lors de la saison 2014-2015 avec le club du CD Palestino.

### En équipe nationale
Il joue son premier match en équipe du Chili le 29 janvier 2015, en amical contre les États-Unis (victoire 3-2). Il a inscrit un seul but en sélection, lors d'un match amical face au Paraguay le 27 mars 2023 où il sera d'ailleurs expulsé en fin de match.

## Statistiques

### En sélection nationale
| Saison                | Sélection             | Phases finales                | Phases finales | Phases finales | Phases finales | Éliminatoires CDM | Éliminatoires CDM | Éliminatoires CDM | Matchs amicaux | Matchs amicaux | Matchs amicaux | Total | Total | Total |
| Saison                | Sélection             | Compétition                   | M              | B              | Pd             | M                 | B                 | Pd                | M              | B              | Pd             | M     | B     | Pd    |
| --------------------- | --------------------- | ----------------------------- | -------------- | -------------- | -------------- | ----------------- | ----------------- | ----------------- | -------------- | -------------- | -------------- | ----- | ----- | ----- |
| 2014-2015             | Chili                 | Copa América 2015             | -              | -              | -              | -                 | -                 | -                 | 1              | 0              | 0              | 1     | 0     | 0     |
| 2015-2016             | Chili                 | Copa América Centenario       | -              | -              | -              | 0                 | 0                 | 0                 | -              | -              | -              | 0     | 0     | 0     |
| 2016-2017             | Chili                 | Coupe des confédérations 2017 | 2              | 0              | 0              | 1                 | 0                 | 0                 | 4              | 0              | 0              | 7     | 0     | 0     |
| 2017-2018             | Chili                 | -                             | -              | -              | -              | 1                 | 0                 | 0                 | 5              | 0              | 0              | 6     | 0     | 0     |
| 2018-2019             | Chili                 | Copa América 2019 4e          | 3              | 0              | 0              | -                 | -                 | -                 | 3              | 0              | 0              | 6     | 0     | 0     |
| 2019-2020             | Chili                 | -                             | -              | -              | -              | -                 | -                 | -                 | 3              | 0              | 0              | 3     | 0     | 0     |
| 2020-2021             | Chili                 | Copa América 2021             | -              | -              | -              | 4                 | 0                 | 0                 | -              | -              | -              | 4     | 0     | 0     |
| 2021-2022             | Chili                 | -                             | -              | -              | -              | 7                 | 0                 | 0                 | 3              | 0              | 0              | 10    | 0     | 0     |
| 2022-2023             | Chili                 | -                             | -              | -              | -              | -                 | -                 | -                 | 3              | 1              | 0              | 3     | 1     | 0     |
| 2023-2024             | Chili                 | Copa América 2024             | 2              | 0              | 0              | 4                 | 0                 | 0                 | 2              | 0              | 0              | 8     | 0     | 0     |
| 2024-2025             | Chili                 | -                             | -              | -              | -              | 4                 | 0                 | 0                 | -              | -              | -              | 4     | 0     | 0     |
| Total sur la carrière | Total sur la carrière | Total sur la carrière         | 7              | 0              | 0              | 21                | 0                 | 0                 | 24             | 1              | 0              | 52    | 1     | 0     |

## Palmarès
- River Plate: 
  - Championnat d'Argentine: Champion en 2021 et 2023
  - Supercopa Argentina: Vainqueur en 2019 et 2023
  - Coupe d'Argentine: Vainqueur en 2019
  - Trophée des Champions: Vainqueur en 2021 et 2023
- Colo-Colo: 
  - Championnat du Chili: Champion en 2015[10]

Finaliste de la Coupe des confédérations 2017